# KNIME
 (décembre 2018).
Si vous disposez d'ouvrages ou d'articles de référence ou si vous connaissez des sites web de qualité traitant du thème abordé ici, merci de compléter l'article en donnant les références utiles à sa vérifiabilité et en les liant à la section « Notes et références ».
KNIME (prononcé en anglais : [naɪm]) (Konstanz Information Miner) est un logiciel libre et open-source d'analyse de données utilisant une interface graphique similaire à LabView. Ce logiciel permet l'intégration de divers langages de programmation et outils ainsi que la création automatique de comptes-rendus. KNIME comprend un ensemble d'outils pour l'apprentissage automatique et l'exploration de données par le biais d'une interface de workflow modulaire. Une interface utilisateur graphique permet la construction de workflow par l'assemblage bout à bout de nœuds chacun réalisant une opération spécifique telle que le formatage des données (ETL: Extraction, Transformation, Chargement), leur modélisation, analyse et la visualisation des résultats au sein de la même interface.
L'avantage de KNIME est que cette plateforme permet d'utiliser un certain nombre d'algorithmes avec peu ou pas de connaissances en programmation.
KNIME est une plateforme modulaire et extensible, ainsi un certain nombre de nodes sont disponibles par la communauté.
Il est également possible de concevoir ses propres nodes KNIME en Java.

## Histoire
Le développement de KNIME a été lancé en janvier 2004 par une équipe d’ingénieurs logiciels de l’Université de Constance en tant que produit propriétaire. L’équipe initiale de développeurs dirigée par Michael Berthold venait d’une société de la Silicon Valley fournissant des logiciels pour l’industrie pharmaceutique. L’objectif initial de KNIME était de créer une plate-forme de traitement de données modulaire, hautement évolutive et ouverte qui permettait l’intégration facile de différents modules de chargement, de traitement, de transformation, d’analyse et d’exploration visuelle des données sans se concentrer sur un domaine d’application particulier. La plate-forme était destinée à être une plate-forme de collaboration et de recherche et devrait également servir de plate-forme d’intégration pour divers autres projets d’analyse de données.
En 2006, la première version de KNIME a été publiée et plusieurs sociétés pharmaceutiques ont commencé à l'utiliser. Un certain nombre de fournisseurs de logiciels de sciences de la vie ont commencé à y intégrer leurs outils.
En 2012, KNIME est utilisé par plus de 15 000 utilisateurs réels[réf. nécessaire].

## Licence
À partir de la version 2.1, KNIME est publié sous licence GPLv3.